# Umělecké plavání na mistrovství Evropy v plaveckých sportech 1985
Závody v uměleckém (synchronizovaném) plavání na mistrovství Evropy v plaveckých sportech za rok 1985 proběhly v Sofii, Bulharsko ve dnech 4. až 11. srpna 1985.

## Československá stopa
Československo se soutěží v uměleckém plavání neúčastnilo.

## Výsledky

### Individuální disciplíny
| Ženy | Zlato                   | Zlato   | Stříbro                 | Stříbro | Bronz                      | Bronz   |
| ---- | ----------------------- | ------- | ----------------------- | ------- | -------------------------- | ------- |
| Sólo | Carolyn Wilsonová (GBR) | 184,634 | Muriel Hermineová (FRA) | 182,467 | Alexandra Worischová (AUT) | 180,000 |

### Týmové disciplíny
| Ženy    | Zlato | Zlato   | Stříbro | Stříbro | Bronz | Bronz   |
| ------- | --- | ------- | --- | ------- | --- | ------- |
| Dvojice | Rakousko (AUT) (Eva-Maria Edingerová, Alexandra Worischová) | 180,642 | Francie (FRA) (Muriel Hermineová, Pascale Bessonová) | 179,133 | Spojené království (GBR) (Amanda Doddová, Carolyn Wilsonová) | 177,767 |
| Tým     | Francie (FRA) (Pascale Bessonová, Anne Capronová, Catherine Hameonová, Muriel Hermineová, Anne-Caroline Mathieuová, Sylvie Moissonová, Odile Petitová, Karine Schulerová) | 171,379 | Spojené království (GBR) (Allison Garrettová, Amanda Doddová, Jackie Doddová, Nikki Batchelorová, Carolyn Wilsonová, Tracy Goldingová, Nicola Shearnová, Georgina Coombsová) | 170,192 | Nizozemsko (NED) (Marjolein Philipsenová, Angelique Friebelová, Miranda Boerboomová, Marion Jansenová, Marjolijn van den Kolcková, Anita van Paassenová, Joanni Janssensová, Mariëlle van der Heijdeová) | 167,787 |

## Medailová bilance
V uměleckém plavání se rozdělily celkem 3 sady medailí.
| Pořadí | Stát                     |       | Muži    | Muži  | Muži  |         | Ženy  | Ženy  | Ženy    |       | Muži + Ženy | Muži + Ženy | Muži + Ženy | Celkem |
| Pořadí | Stát                     | Zlato | Stříbro | Bronz | Zlato | Stříbro | Bronz | Zlato | Stříbro | Bronz |             |             |             | Celkem |
| ------ | ------------------------ | ----- | ------- | ----- | ----- | ------- | ----- | ----- | ------- | ----- | ----------- | ----------- | ----------- | ------ |
| 1.     | Francie (FRA)            |       | 0       | 0     | 0     |         | 1     | 2     | 0       |       | 1           | 2           | 0           | 3      |
| 2.     | Spojené království (GBR) |       | 0       | 0     | 0     |         | 1     | 1     | 1       |       | 1           | 1           | 1           | 3      |
| 3.     | Rakousko (AUT)           |       | 0       | 0     | 0     |         | 1     | 0     | 1       |       | 1           | 0           | 1           | 2      |
| 4.     | Nizozemsko (NED)         |       | 0       | 0     | 0     |         | 0     | 0     | 1       |       | 0           | 0           | 1           | 1      |
| Celkem | Celkem                   |       | 0       | 0     | 0     |         | 3     | 3     | 3       |       | 3           | 3           | 3           | 9      |